# Виоланта Беатриса Баварская
Виола́нта Беатри́са Бава́рская (нем. Violante Beatrix von Bayern, итал. Violante Beatrice di Baviera; 23 января 1673, Мюнхен, курфюршество Бавария — май 1731, Флоренция, великое герцогство Тосканское) — принцесса из дома Виттельсбахов, герцогиня Баварская; в замужестве — великая принцесса Тосканская. Овдовев, получила в управление Сиену, которой правила с 1717 по 1730 год. При ней были окончательно установлены границы семнадцати районов этого города.

## Биография

### Ранние годы и брак

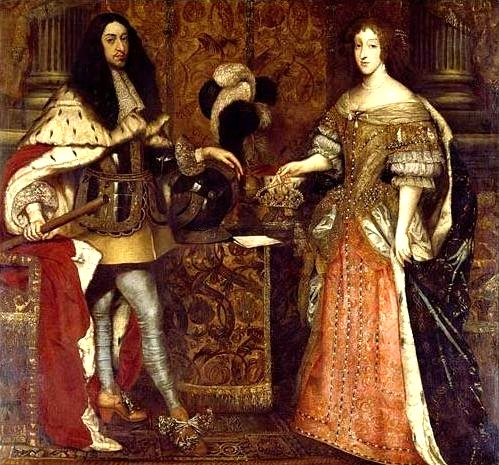
С. Бомбелли. Родители Виоланты Беатрисы: Фердинанд Мария и принцесса Генриетта Аделаида. 1666. Холст, масло. Нимфенбург, Мюнхен

Виоланта Беатриса Баварская родилась 23 января 1673 года в мюнхенском дворце Нимфенбург в семье курфюрста Баварии Фердинанда Марии и его жены Генриетты Аделаиды Савойской. Через своего отца девочка была потомком сразу двух императоров Священной Римской империи: Фердинанда I, дочь которого Анна, приходилась отцу Виоланты Беатрисы прабабкой по мужской линии, и Фердинанда II, который приходился Фердинанду Марии дедом по матери. Мать девочки по женской линии была внучкой французского короля Генриха IV; кроме того, также по женской линии Генриетта Аделаида была праправнучкой императора Фердинанда I. Девочка была младшим ребёнком из восьми детей в семье, однако помимо Виоланты Беатрисы зрелого возраста достигли только двое сыновей и дочь. Единственная сестра Виоланты Беатрисы, Мария Анна Виктория Баварская, впоследствии вышла замуж за французского дофина Людовика; братья принцессы, Максимилиан Эмануэль и Иосиф Клеменс, стали курфюрстом Баварии и архиепископом Кёльна соответственно.
Виоланта Беатриса считалась престижной невестой, поскольку курфюршество её отца было одним из самых могущественных в империи. Поэтому в начале 1688 года великий герцог Тосканский Козимо III Медичи предпринял попытку женить на ней своего старшего сына и наследника Фердинандо. Ещё одной целью для этого брака было улучшение отношений между Мюнхеном и Флоренцией, которые были натянутыми из-за неудачного финансового предприятия, в которое Фердинанда Марию несколькими годами ранее втянул отец Козимо Фердинандо II.
Для того, чтобы заполучить для своего сына руку Виоланты Беатрисы, Козимо пообещал возместить средства, потерянные покойным Фердинандом Марией из-за Фердинандо II Медичи его сыну Максимилиану. 24 мая 1688 года был подписан брачный договор, предоставлявший Виоланте Беатрисе в качестве приданого четыреста тысяч талеров наличными и столько же в виде ювелирных изделий. Брак по доверенности был заключён в Мюнхене 21 ноября того же года; 9 января 1689 года состоялась брачная церемония, на которой присутствовали жених и невеста. Свадебные торжества прошли в палаццо Медичи-Риккарди во Флоренции. Виоланта Беатриса была очарована супругом, он же не испытывал к ней тёплых чувств. Козимо не разделял мнения сына и говорил, что «никогда не знал и не думает, что мир может произвести кого-то более идеального», чем принцесса.

### Великая принцесса

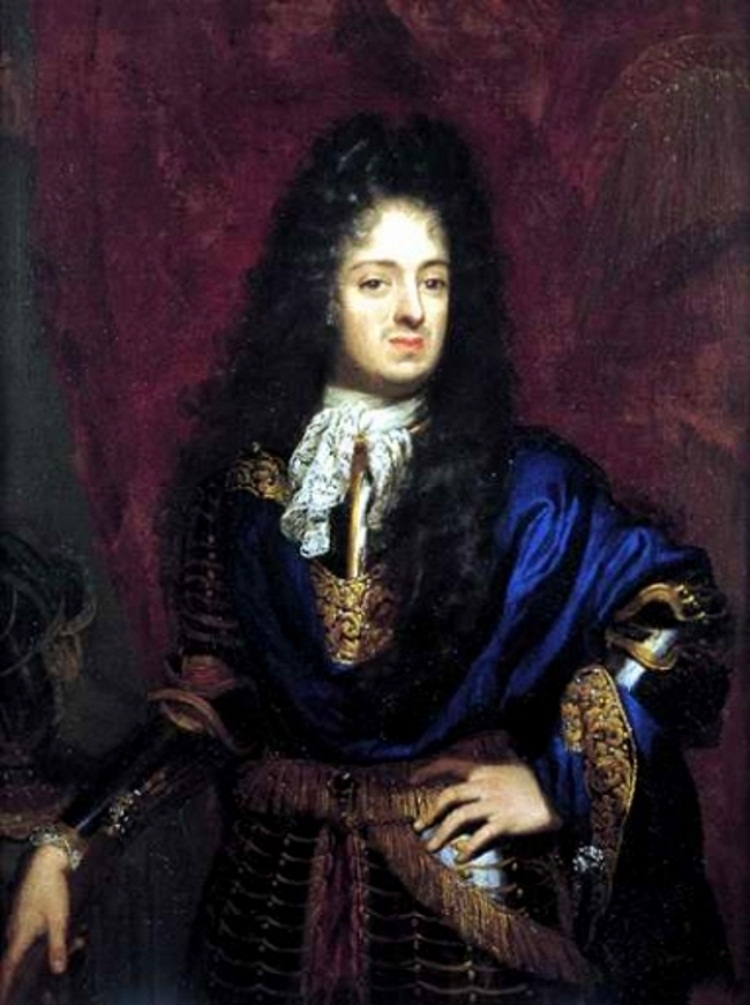
Н. Кассана. Великий герцог Фердинандо де Медичи. 1687. Холст, масло. Уффици, Флоренция

Отсутствие у супругов потомства после шести лет брака беспокоило великого герцога. В апреле 1694 года он заказал проведение в течение трёх дней церковных обрядов с прошением о рождении ребёнка у великого принца и великой принцессы. Все надежды дождаться наследника исчезли, когда Фердинандо Медичи в 1696 году заразился сифилисом во время карнавала в Венеции; семнадцать лет спустя именно эта болезнь стала причиной его скоропостижной смерти. Виоланта Беатриса тем временем впала в депрессию, из которой ей помог выйти её деверь и близкий друг Джан Гастоне. Принцесса редко показывала эмоции, но известен один случай, когда в присутствии своих фрейлин принцесса выразила свои чувства по отношению к любовнице Фердинандо, которую сама Виоланта Беатриса считала причиной своих бед. Фердинандо же не раз открыто говорил жене, что считает её «слишком скучной и некрасивой», что только ухудшало их отношения.
В 1702 году Виоланта Беатриса оказалась втянутой в протокольный спор между Тосканой и Испанией. Великий герцог послал агента по фамилии Пуччи ко двору испанского короля Филиппа V с целью подтверждения права для великого принца и его супруги титуловаться королевскими высочествами. Это право Козимо III приобрел 5 февраля 1691 года у императора Леопольда I. Король Филипп V вначале употреблял подобное обращение исключительно в адрес Виоланты Беатрисы, приходившейся ему тёткой, однако Пуччи удалось добиться от него полного признания королевского достоинства за всей правящей династией Медичи. Короли Филипп V Испанский и Фредерик IV Датский нанесли визиты Виоланте Беатрисе в 1703 и 1709 году соответственно. Во время встречи Филипп V игнорировал остальных членов семьи Медичи, разговаривая только с ней; Фредерика IV и вовсе застали в покоях принцессы из-за того, что он отказался покинуть комнату, пока принцесса меняет платье.
После долгих страданий супруг Виоланты Беатрисы умер от сифилиса 31 октября 1713 года. Его смерть привела к кризису в престолонаследии, так как он оставил жену бездетной, бесперспективной вдовой. Несмотря на открытую нелюбовь к ней мужа, Виоланта Беатриса тяжело переживала его утрату и долгое время чувствовала себя настолько растерянной, что успокоить её могли только врачи. Козимо III в знак траура подарил ей набор синих сапфиров. Она решила вернуться на родину, когда во Флоренцию вернулась её недавно овдовевшая золовка Анна Мария Луиза, которая в соответствии с традицией должна была стать главной женщиной герцогства и с которой отношения у принцессы не складывались. Однако Козимо III был привязан к невестке и дабы предотвратить любые размолвки между ней и дочерью в будущем, он назначил Виоланту Беатрису правительницей Сиены, что отдалило её от двора, и отдал ей во временное владение виллу-ди-Лаппеджи, превращенную ею в своего рода «литературную академию». Здесь она чествовала поэтов Луккези, Гиваницци и Моранди. Несмотря на фактическое отсутствие Виоланты Беатрисы при дворе, её отношения с золовкой всё ухудшались и, в конце концов, принцесса отказалась появляться на тех мероприятиях, где присутствовала Анна Мария Луиза.

### Правительница Сиены
В апреле 1717 года Виоланта Беатриса приступила к управлению Сиеной и поселилась в центре города. Самым памятным актом во время её правления была реформа административного деления Сиены; границы семнадцати районов города, установленные принцессой, действуют и по сей день.
Великий герцог Козимо III умер 31 октября 1723 года, и на трон взошел его сын, Джан Гастоне, который тут же вернул Виоланту Беатрису во Флоренцию, а свою сестру выслал на вилла-ла-Квите. Виоланте Беатрисе Джан Гастоне поручил королевский двор, а сам отошел от общественных дел, буквально проводя большую часть времени в постели. «Религиозный мрак», царствовавший в правление Козимо III, сменился периодом перерождения: Виоланта Беатриса возродила при дворе французскую моду, отправила мириады поклонников экклезиаст на пенсию и покровительствовала сиенским поэтам Перфетти и Баллати. В 1725 году она привезла в Рим Перфетти и остановилась на вилле Мадама. В Папской области вдовствующая великая принцесса получила аудиенцию у Папы Бенедикта XIII, который даровал ей Золотую Розу — знак признания заслуг перед Святым Престолом.
После возвращения из Рима Виоланта Беатриса вместе с Анной Марией Луизой попыталась улучшить репутацию Джан Гастоне и избавить его от развратного окружения. Она организовала банкет, на который пригласила цвет тосканского общества, однако поведение великого герцога — рвота, отрыжка и грубые шутки в адрес присутствовавших — чуть было не заставили гостей встать и уйти. Анна Мария Луиза не во многом превзошла принцессу: в 1729 году ей удалось организовать публичное появление брата на день святого Иоанна Крестителя, однако тот так напился, что обратно в палаццо Питти его несли на носилках.
Виоланта Беариса Баварская умерла 29, 30 или 31 мая 1731 года, за пять месяцев до прибытия в Тоскану войск испанского наследника Джан Гастоне. Во время похоронной процессии катафалк с телом принцессы совершил короткую остановку перед палаццо Питти; это действие возмутило Джан Гастоне и он приказал двигаться дальше. Поведение герцога возмутило современников, которые называли его «недостойным низкой блудницы и тем более нежной высокородной принцессы». Тело Виоланты Беатрисы было предано земле в монастыре Святой Терезы во Флоренции, а сердце помещено в гроб мужа в базилике Сан-Лоренцо — семейной усыпальнице Медичи. Когда в 1857 году вновь был обнаружен её саркофаг, на нём имелась императорская печать Наполеона I, по приказу которого тело принцессы было перезахоронено в Сан-Лоренцо. В феврале 1858 года останки Виоланты Беатрисы были возвращены в монастырь Святой Терезы.

## Герб, титулование и генеалогия

### Герб

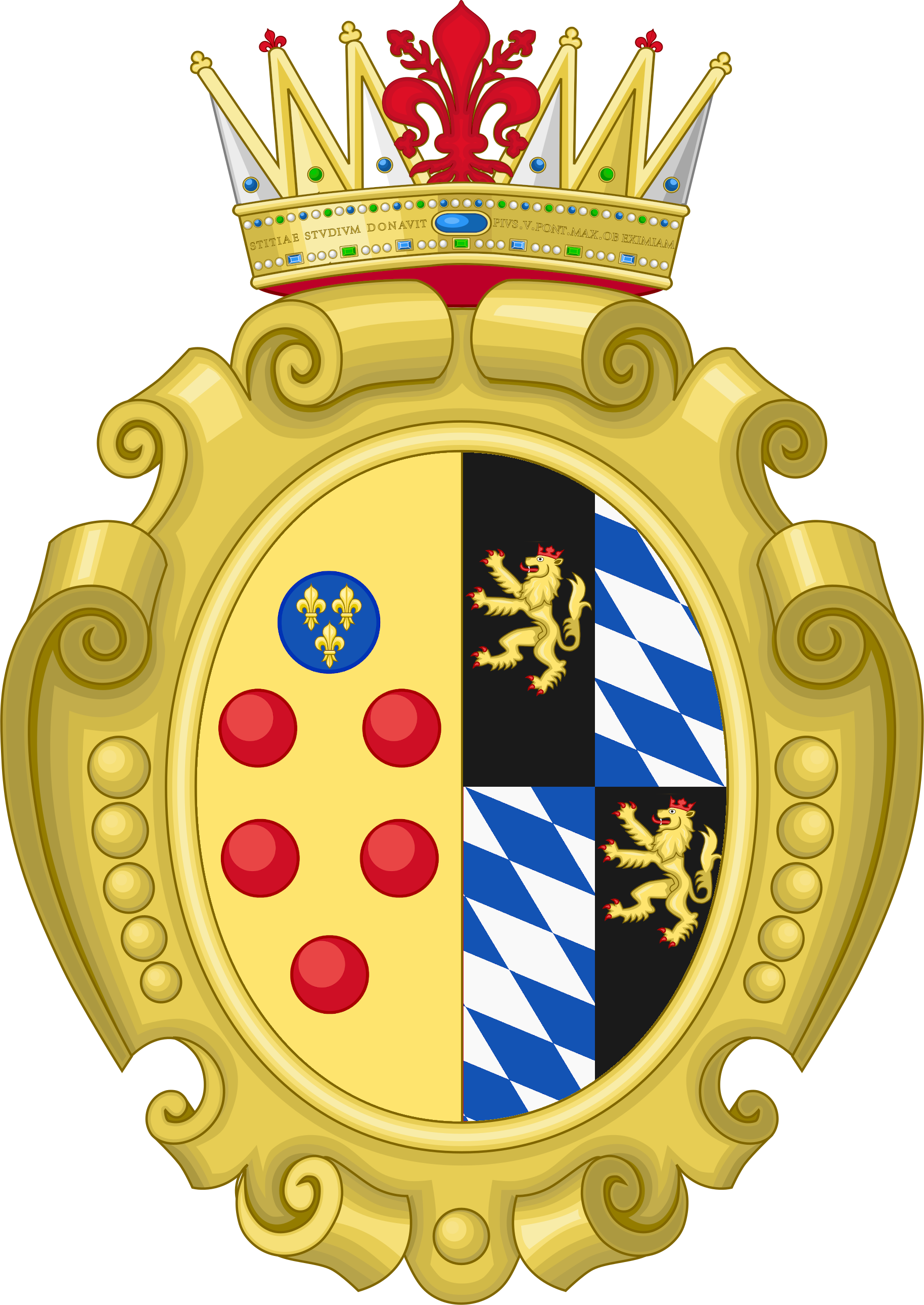

Герб Виоланты Беатрисы основан на гербе её мужа Фердинандо Медичи, объединённого с гербом её отца Фердинанда Марии, курфюрста Баварии. Щит увенчан герцогской короной. Справа герб дома Медичи: в золотом поле шесть шаров, верхний лазоревый шар обременён тремя золотыми лилиями, остальные шары червлёные. Слева герб курфюрстов Баварии: в 1-й и 4-й частях косое веретенообразное деление на серебро и лазурь [Виттельсбахи]; во 2-й и 3-й частях в чёрном поле золотой, коронованный и вооружённый червлёный восстающий лев [Курпфальц].

### Титулы
- 23 января 1673 — 9 января 1689: Её Светлость принцесса Виоланта Беатриса Баварская, герцогиня Баварии
- 9 января 1689 — 5 февраля 1691: Её Высочество великая принцесса Тосканская
- 5 февраля 1691 — 31 октября 1713: Её Королевское Высочество[11] великая принцесса Тосканская
- 31 октября 1713 — 12 апреля 1717: Её Королевское Высочество вдовствующая великая принцесса Тосканская
- 12 апреля 1717 — 30 мая 1731: Её Королевское Высочество правительница Сиены